# Natal'ja Šljapina
Natal'ja Sergeevna Mokšanova, coniugata Šljapina (in russo Наталья Сергеевна Мокшанова-Шляпина?, traslitterazione anglosassone Natalia Shlyapina; Mosca, 13 luglio 1983), è un'ex calciatrice russa, di ruolo attaccante.
Durante la sua ultradecennale carriera ha vestito principalmente la maglia del Rossijanka, squadra con la quale ha vinto quattro titoli di Campionessa di Russia, giungendo quattro volte seconda in campionato, cinque Coppe di Russia e disputando, tra UEFA Women's Cup e UEFA Women's Champions League, sette tornei continentali per club, giungendo in due occasioni ai quarti di finale. Ha inoltre indossato, dal 2004 al 2013, la maglia della nazionale russa, partecipando all'Europeo di Svezia 2013.

## Carriera

### Club
Šljapina si avvicina al calcio giovanissima, iniziando l'attività nel Nika Mosca, società con la quale rimane dal 1992 fino al 2000 giocando a livello giovanile.
Nel 2000 si trasferisce al Snezhana Ljubercy, giocando in prima squadra dall'età di 17 anni fino al 2003, anno in cui sottoscrive un accordo con il Čertanovo.
Dopo una stagione giocata con la maglia dell'Aurora di San Pietroburgo, nel 2005 si trasferisce al Rossijanka, per quello che sarà il periodo più proficuo della sua carriera calcistica. Qui tra il 2005 e il 2014 vince quattro Vysšij Divizion, nei campionati 2005, 2006, 2010 e 2011-2012, giungendo quattro volte seconda, per tre anni dietro allo Template:Calcio femminile Calcio femminile Zvezda 2005 Perm dal 2007 al 2009, e nel campionato 2011-2012, dietro allo Zorkij Krasnogorsk. A questi trofei si aggiungono cinque Coppe di Russia, negli anni 2005, 2006, 2008, 2009 e 2010.
Grazie ai risultati ottenuti in campionato Šljapina ha l'occasione di disputare il torneo continentale per club organizzato dalla UEFA, prima nella Women's Cup, nelle stagioni 2006-2007 e 2007-2008, con 3 e 8 reti siglate e dove nella seconda arriva ai quarti di finale, eliminata dalle tedesche del 1. FFC Francoforte, poi nella ridenominata Women's Champions League, arrivando nuovamente ai quarti di finale nella stagione 2012-2013, eliminata ancora da una squadra tedesca, il Wolfsburg.
Chiude la carriera nel 2015, dopo aver indossato la maglia del Torpedo Mosca.

### Nazionale
Šljapina viene convocata per la prima vola dalla Federcalcio russa nel 2004, chiamata dal commissario tecnico Jurij Bystrickij in occasione delle qualificazioni all'Europeo di Inghilterra 2005 e debuttando il 16 maggio a Seljatino, nell'incontro perso 3-0 con la Francia. in seguito Bystrickij continua a convocarla in diverse occasioni, tra il 2005 e il 2006 nelle qualificazioni al Mondiale di Cina 2007, per lei 7 presenze e una rete, quella siglata nella vittoria per 5-1 sull'Irlanda nella prima partita del gruppo 4 della prima fascia del torneo eliminatorio UEFA.
Con Bystrickij sulla panchina della nazionale fino ai primi mesi del 2008, matura 4 presenze prima dell’arrivo di Igor' Šalimov, CT che la allena nelle qualificazioni all'Europeo di Finlandia 2009. In questa fase Šljapina viene utilizzata in 10 incontri, siglando complessivamente 11 reti e contribuendo alla qualificazione della sua squadra alla fase finale, tuttavia Šalimov non la inserisce nella rosa delle convocate per la Finlandia.
Šalimov la chiama in due occasioni durante le qualificazioni, gruppo 6 della zona UEFA, al Mondiale di Germania 2011, dove il CT russo, fallendo l'accesso alla fase finale, dall'aprile 2011 lascia la panchina prima all'olandese Vera Pauw, ad interim fino a settembre, rilevata dal francese Farid Benstiti, incarico che manterrà fino a dicembre 2012. Il nuovo CT francese ridà fiducia a Šljapina, convocandola più volte sia in amichevoli che durante le qualificazioni all'Europeo di Svezia 2013, decidendo di lasciare l'incarico a qualificazione avvenuta per sedersi sulla panchina del Paris Saint-Germain femminile. L'arrivo di Sergej Lavrent'ev non compromette la chance dell'attaccante russa per disputare il suo primo Europeo, venendo infatti inserita nella definitiva lista delle 23 giocatrici emessa il 1º luglio 2013.. Durante il torneo scende in campo in una sola occasione, nell'1-1 con l'Inghilterra, per pochissimi minuti a fine partita, rilevando al 90' Nelli Korovkina, l'autrice del gol di vantaggio nel secondo incontro del gruppo C della fase a gironi, partita che poi pareggiata da Toni Duggan due minuti più tardi in piena zona Cesarini, compromette il passaggio del turno della Russia, incapace di battere la Spagna che, con il risultato di 1-1 passa il turno a scapito delle russe. Quella è anche l'ultima volta in cui Šljapina veste la maglia della sua nazionale.

## Palmares

### Club
- Campionato russo: 4

Rossijanka: 2005, 2006, 2010, 2011-2012
- Coppa di Russia: 5

Rossijanka: 2005, 2006, 2008, 2009, 2010

## Onorificenze
- Maestro dello sport della Russia